# L'Homme qui voulait changer le monde
L'Homme qui voulait changer le monde est une nouvelle d'Hermann Hesse écrite en 1910, publiée pour la première fois en 1911. Elle sera traduite en français et publiée aux éditions Calmann-Levy en 1975 dans un recueil intitulé Enfance d'un magicien

## Présentation
Berthold Reichardt avait vingt-quatre ans et bien des atouts : intelligence, beauté et fortune. Le moment était venu pour lui de se lancer dans l’existence. Son ambition première, architecte, s’était rapidement estompée et il avait terminé ses études universitaires par un doctorat en histoire de l’art. C’est donc en qualité de jeune docteur qu’il débarqua à Munich impatient de participer à l’édification des temps nouveaux. Il réussit très vite à entrer en contact avec un petit groupe d’artistes qui s’intéressait à son discours, mais aussi à son argent. S’enthousiasmant surtout pour les idées, le jeune Berthold se perdit peu à peu dans les méandres d’un intellectualisme oisif.
N’oubliant pas ses devoirs mondains, un après-midi, il rendit visite à la famille Weinland qu’il avait fréquentée pendant ses études. C’est la veuve de son ancien ami qu’il retrouva. Elle habitait à présent dans un quartier modeste avec sa fille Agnès qu’il n’avait encore jamais rencontrée. Au fil de la conversation, les deux femmes furent un peu surprises de le voir dans l’incertitude quant à son avenir. Agnès ne comprenait pas ses hésitations à embrasser la carrière d’architecte.
À chacune de ses visites, il éprouvait un peu plus d’attirance pour la jeune fille. Agnès ne manquait quant à elle jamais de le questionner, de le motiver, ni de lui faire comprendre qu’un homme se devait d’avoir un métier. Mais Berthold ne l’écoutait que d’une oreille distraite, ne voyant pas l’opportunité qu’il avait à saisir.
Un jour, il assista à une conférence sur le thème «Les nouveaux chemins d’une culture artistique» qui expliquait comment en finir avec les spéculations esthétique et intellectuelle pour se recentrer sur les valeurs sacrées. Ainsi fut-il entraîné sur une voie nouvelle : la morale. Il rencontra un authentique prophète, Eduard Van Vliessen, théologien catholique et artiste mystique qui prêchait la modération des désirs.
Toujours influençable, plus il fréquentait cet homme, plus ses rapports avec Agnès se dégradaient. Elle fut affligée de le voir encore se fourvoyer dans une autre doctrine, préférant la réflexion à l’action.
Pris d’un nouvel élan, Berthold se mit à renier l’argent et les plaisirs. En bon apôtre, il se laissa entraîner jusqu’au Tyrol, où renonçant à sa vie urbaine, il décida de s’établir pour vivre simplement de la culture de la terre et de la providence. Jouer au paysan l’amusa un temps. Il se confortait dans ses idées grâce à la lecture de quelques manifestes contre l’alcool, le luxe ou encore la civilisation industrielle. Mais il avait beau travailler dur le jour, chaque soir il était seul et il pensait à Agnès. « Rien n’est plus dangereux pour l’individu, rien ne détruit plus sûrement le moral que de s’occuper constamment de lui-même et de son état, de remâcher son insatisfaction, son abandon, sa faiblesse».
Il passa ainsi plus d’un an, lorsqu’il reçut une invitation pour un congrès sur les réformes de l’humanité et des manières de vivre. Il hésita fortement avant de se rendre à Munich. Au milieu du tumulte de la ville, il vit à nouveau le luxe, la corruption et l’égoïsme, mais il vit aussi la joie, la vie en société, l’amour…
Alors qu’il assistait à une conférence, il aperçut Agnès. Il pressentit qu’elle n’était venue là que pour lui. Honteux de sa tenue vestimentaire négligée et de ses longs cheveux, il se déroba, se contentant de l’observer. À la fin des discours, il la suivit discrètement jusque chez elle, puis il fit demi-tour, alla tout droit chez le coiffeur suivi du tailleur. Le matin suivant, il sonnait à la porte de la conseillère Weinland.

## Analyse et commentaire
Hermann Hesse raconte dans cette nouvelle la vie d’un être solitaire et marginal, qui cherche un chemin qui pourrait le conduire vers une plus haute élévation spirituelle, l’aider à trouver sa place dans la société des hommes.
Au moment où Hermann Hesse écrit ce texte, il habite à Gaienhofen, petit village à la pointe germano-suisse du lac de Constance. Il vit lui-même une expérience rurale et solitaire, cherchant sa place au sein de sa famille et dans la vie bourgeoise que voudrait son épouse. Sa recherche personnelle le conduira d’ailleurs quelques mois plus tard à partir en voyage vers les Indes.
Cette nouvelle aborde des thèmes importants dans l'œuvre de Hesse : apprentissage de la solitude, voyage initiatique, vision spirituelle.